# Neuville-sur-Authou

Neuville-sur-Authou este o comună în departamentul Eure, Franța. În 1 ianuarie 2022 avea o populație de 192 de locuitori.